# پسر راهزنان
پسر راهزنان (پنجابی: ਡਾਕੂਆਂ ਦਾ ਮੁੰਡਾ؛ ‏ انگلیسی: The Bandits’ Son) فیلمی هندی محصول سال ۲۰۱۸ و به کارگردانی مندیپ بنیپال است. در این فیلم بازیگرانی همچون دیو خارود، پوجا ورما، جاجیت ساندو، خوش شانس دهلیوال، هاردیپ گیل، سوخدیپ سوخ، آنیتا ملاقات، کولجیندر سیدو و وینود کومار ایفای نقش کرده‌اند.